# MM71FE
MM71FE bezeichnet einen Schiffstyp von Doppelendfähren. Von dem Schiffstyp wurden zwei Einheiten für die norwegische Reederei Fjord1 gebaut.

## Geschichte
Die Schiffe wurden 2016 auf der türkischen Werft Ada Tersanesi in Tuzla, Istanbul, gebaut.
Die Fähren verkehren über den Vågsfjord und den Fåfjord zwischen Måløy, Husevågøy und Oldeide bzw. über den Sognefjord zwischen Rysjedalsvika, Rutledal, Losnegard und Krakhella.
Der Schiffsentwurf stammte vom Schiffsarchitekturbüro Multi Maritime in Førde.

## Beschreibung
Die Fähren werden von zwei Caterpillar-Dieselmotoren des Typs C32 mit jeweils 746 kW Leistung angetrieben. Die Motoren wirken auf zwei Propellergondeln mit Zugpropeller, von denen sich jeweils eine an den beiden Enden der Fähren befindet. Für die Stromversorgung stehen zwei von Caterpillar-Dieselmotoren des Typs C7.1 mit jeweils 150 kW Leistung angetriebene Generatoren zur Verfügung.
Die Fähren verfügen über ein durchlaufendes Fahrzeugdeck mit drei Fahrspuren sowie auf einer Seite über ein erhöhtes Fahrzeugdeck. Das Fahrzeugdeck auf dem Hauptdeck ist über Rampen an beiden Enden, das seitliche Fahrzeugdeck über Rampen an Bord zugänglich. An beiden Enden der Fähren befinden sich nach oben aufklappbare Visiere. Das Fahrzeugdeck ist im mittleren Bereich der Fähren mit den Decksaufbauten überbaut. Die nutzbare Durchfahrtshöhe beträgt 5 Meter auf dem Hauptdeck, die maximale Achslast beträgt 15 t.
Aufenthaltsräume für die Passagiere sind auf dem Hauptdeck unterhalb des erhöhten Fahrzeugdecks sowie in den Decksaufbauten untergebracht. Auf die Decksaufbauten ist mittig das Steuerhaus aufgesetzt.
Die Fähren können 60 Pkw befördern. Die Passagierkapazität der Fähren beträgt 195 Personen. An Bord stehen Automaten für Getränke und Snacks zur Verfügung.

## Schiffe
| MM71FE   | MM71FE    | MM71FE     | MM71FE            | MM71FE                                     |
| Bauname  | Baunummer | IMO-Nummer | Ablieferung       | Strecke                                    |
| -------- | --------- | ---------- | ----------------- | ------------------------------------------ |
| Hornelen | 116       | 9771638    | 22. August 2016   | Måløy–Husevågøy–Oldeide                    |
| Losna    | 117       | 9771640    | 30. November 2016 | Rysjedalsvika–Rutledal–Losnegard–Krakhella |

Die Fähren fahren unter der Flagge Norwegens. Heimathafen ist Florø.